# Tipton (Oklahoma)
Tipton is een plaats (town) in de Amerikaanse staat Oklahoma en valt bestuurlijk gezien onder Tillman County.

## Demografie
Bij de volkstelling in 2000 werd het aantal inwoners vastgesteld op 916.
In 2006 is het aantal inwoners door het United States Census Bureau geschat op 842, een daling van 74 (-8.1%).

## Geografie
Volgens het United States Census Bureau beslaat de plaats een oppervlakte van
1,7 km², waarvan 1,7 km² land. Tipton ligt op ongeveer 394 m boven zeeniveau.

## Plaatsen in de nabije omgeving
De onderstaande figuur toont nabijgelegen plaatsen in een straal van 24 km rond Tipton.